# Edward Lisle Strutt
Edward Lisle Strutt (ur. 8 lutego 1874, zm. 7 lipca 1948) – brytyjski wojskowy w stopniu podpułkownika i alpinista, prezydent Alpine Club (1935–1938).

## Życiorys
Był wnukiem Edwarda Strutta, 1szego Barona Belper, synem Arthura Strutta i Alice Mary Elizabeth March Phillipps de Lisle. Po ukończeniu Beaumont College w Old Windsor i Christ Church w Oksfordzie oraz Uniwersytetu w Innsbrucku, Strutt służył w armii brytyjskiej podczas II wojny burskiej oraz I wojny światowej, zdobywając liczne odznaczenia i rangę podpułkownika w prestiżowym Royal Regiment of Foot.
Z inicjatywy króla Jerzego V zapewniał ochronę Karolowi I, zdetronizowanemu władcy Austro-Węgier, przebywającemu z całą rodziną w pałacu w Eckartsau, a następnie eskortował ich w marcu 1919 do Szwajcarii. W lutym 1921 uczestniczył w nieudanej próbie restauracji Habsburgów na Węgrzech, a następnie w listopadzie 1921 był łącznikiem pomiędzy parą cesarsko-królewską na pokładzie krążownika HMS Cardiff w drodze na Maderę, a ich dziećmi w Szwajcarii.
W 1920 przebywał w Gdańsku jako zastępca Wysokiego Komisarza Ligi Narodów Reginalda Towera i 15 listopada 1920 ogłosił oficjalnie powstanie Wolnego Miasta Gdańska.

## Odznaczenia i wyróżnienia
- Komandor Orderu Imperium Brytyjskiego (CBE) w 1919
- Distinguished Service Order 1918
- Queen’s South Africa Medal z 4 klamrami
- King’s South Africa Medal z 2 klamrami
- Mentioned in Despatches – czterokrotnie
- Order Leopolda (Belgia)
- Krzyż Wojenny (Belgia)
- Oficer Legii Honorowej (Francja)
- Krzyż Wojenny z 4 palmami (Francja)
- Order Rumunii